# جامع محمد معارفي
جامع محمد معارفي (بالتركية: Maarifi Sultan Camii)‏ هو مسجد يقع في بلدية كارتال في مدينة إسطنبول، تركيا، وكان المسجد تكية رفاعية.
كانت منطقة المسجد تتبع طريقة التكية الرفاعية التي أسسها محمد معارفي منذ عام 1818. وقد تضررت التكية في زلزال إسطنبول عام 1894، ولكن أعيد ترميمها بعد مدة ليست بطويلة. وبعد إصلاحات أتاتورك عام 1925 أصبحت التكايا محظورة في تركيا، وتحولت البناية إلى منزل. قبل حوالي عام 1940 كان المبنى مهجورا باستثناء قاعة الصلاة والقبر. ثم بدأت عمليات ترميم في عام 1964 وفي عام 1976 أعيد تحويل البناء إلى مسجد. وفي عام 1980، بنيت مئذنة وشاذروان في المسجد.

## محمد معارفي
محمد معارفي، سليل النبي محمد ولد في أدرنة (البعض يقول مصر)، واستقر في كارتال خلال أواخر العهد العثماني، حيث أسس الطريقة المعارفية الرفاعية الصوفية. وبعد موته، بني على قبره ضريح. غير أن الطريقة المعارفية لم تنتشر كثيرا خارج إسطنبول، ولكن كانت هناك على الأقل تكيتان للطريقة المعارفية واحدة في كارتال والأخرى في الجانب الأوروبي من المدينة.